# Stephanie Greco
Stephanie Greco (geb. am 17. März 1979 in Florida) ist eine US-amerikanische Schauspielerin und Yoga-Lehrerin.

## Leben
Greco absolvierte von 2004 bis 2007 ein Bachelorstudium in Kommunikations- und Medienwissenschaft an der Florida International University in Miami. Nach dem Studium zog Greco im Zuge des Versuches im Filmgeschäft Fuß zu fassen aus ihrem Heimatbundesstaat Florida nach Los Angeles, Kalifornien. 2013 fiel Greco nach eigenen Angaben in eine tiefe Depression, nachdem sie eine 13-jährige Beziehung beendet hatte, in der sie ihre Identität und ihr Selbstwertgefühl verlor. In dieser Zeit begann Greco sich neben ihrer Schauspielkarriere intensiv mit Yoga zu beschäftigen, wodurch sie langsam aus der Depression herausfand. 2014 ließ sie sich parallel zu ihrer wenig erfolgreichen Schauspielkarriere als Yogalehrerin ausbilden und begann anschließend im Raum Los Angeles in dieser Funktion zu arbeiten.
Greco lebt in Burbank, Kalifornien.

## Schauspielkarriere
Nachdem Greco ab 2005 bereits in einigen Kurzfilmen als Schauspielerin aufgetreten war. Gelang es ihr nach ihrem Umzug nach Los Angeles erste Rollenangebote zu erlangen. 2008 spielte sie in Der Tag an dem die Erde stillstand 2 – Angriff der Roboter eine kleine Rolle, 2010 übernahm sie die Hauptrolle in der Serie Nannyland, es folgten Hauptrollen in Filmen und Serien wie Phoenix Falling (2011), The Haunting of Whaley House (2012), Hänsel und Gretel (2013), Yet 2 Be Named (2013) Rest for the Wicked (2013) Chemical Peel (2014) und 2Survive (2015), bei denen es sich um kleine, finanziell wenig ausgestattete Produktionen handelte. Der große Durchbruch als Filmschauspielerin blieb für Greco jedoch aus und seit 2016 tritt sie als solche nicht mehr in Erscheinung.

## Filmografie (Auswahl)

### Schauspiel
- 2005: A Much Too Open House (Kurzfilm)
- 2006: Artifact (Kurzfilm)
- 2006: Mimicking Schizophrenia (Kurzfilm)
- 2007: Replay (Kurzfilm)
- 2008: The Day The Earth Stood Still 2 – Der Tag an dem die Erde stillstand 2 (The Day the Earth Stopped)
- 2008: Lent-Less (Kurzfilm)
- 2008: Stealing the Sun (Kurzfilm)
- 2010: Nannyland (Fernsehserie)
- 2010: The Blue Light (Kurzfilm)
- 2011: Phoenix Falling
- 2012: The Haunting of Whaley House
- 2012: Angela
- 2013: Hänsel und Gretel (Hansel und Gretel)
- 2013: Yet 2 Be Named (Fernsehfilm)
- 2013: Rest for the Wicked (Miniserie, 3 Episoden)
- 2014: Chemical Peel
- 2015: 2Survive
- 2015: Gina & Jules (Kurzfilm)
- 2024: Der Spatz im Kamin

### Filmschaffende
- 2010: Nannyland (Fernsehserie; Drehbuch und Produktion)
- 2011: Phoenix Falling (Drehbuch)
- 2015: Gina & Jules (Kurzfilm; Drehbuch und Produktion)

## Theater (Auswahl)
- Hello Herman, Edgemar Center for the Arts
- Staring At The Sun, Edgemar Center for the Arts
- A Most Auspicious Day, Main Street Playhouse
- Barefoot in the Park, The Wolfe Theatre
- Uncommon Women and Others, Flanagan Players
- The Musical Comedy Murders of 1940, Flanagan Players
- Sidetracked, Parker Playhouse